# Tangkil Tengah
Tangkil Tengah is een bestuurslaag in het regentschap Pekalongan van de provincie Midden-Java, Indonesië. Tangkil Tengah telt 4060 inwoners (volkstelling 2010).